# Afton (Iowa)
Pour les articles homonymes, voir Afton.
Afton est une ville du comté de Union, en Iowa, aux États-Unis. Elle est incorporée le 30 novembre 1868. 

## Source de la traduction
- (en) Cet article est partiellement ou en totalité issu de l’article de Wikipédia en anglais intitulé « Afton, Iowa » (voir la liste des auteurs).